# 懼河馬
懼河馬（學名：Hippopotamus gorgops）為一種已滅絕的河馬，最早出現於上新世晚期的非洲，最終於更新世早期拓展至歐洲，於更新世中期時滅絕。

## 描述

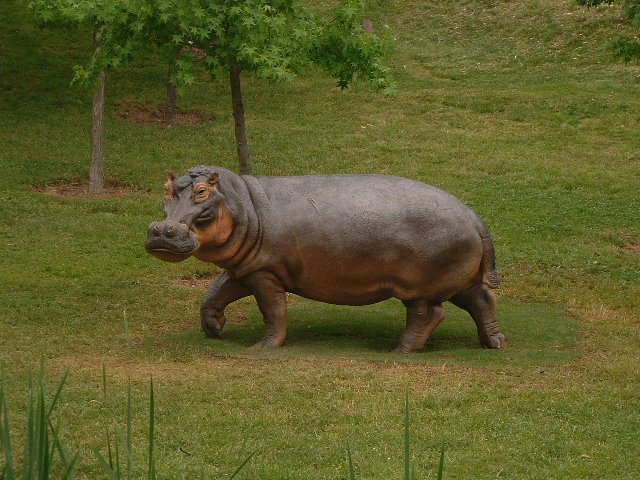
復原圖

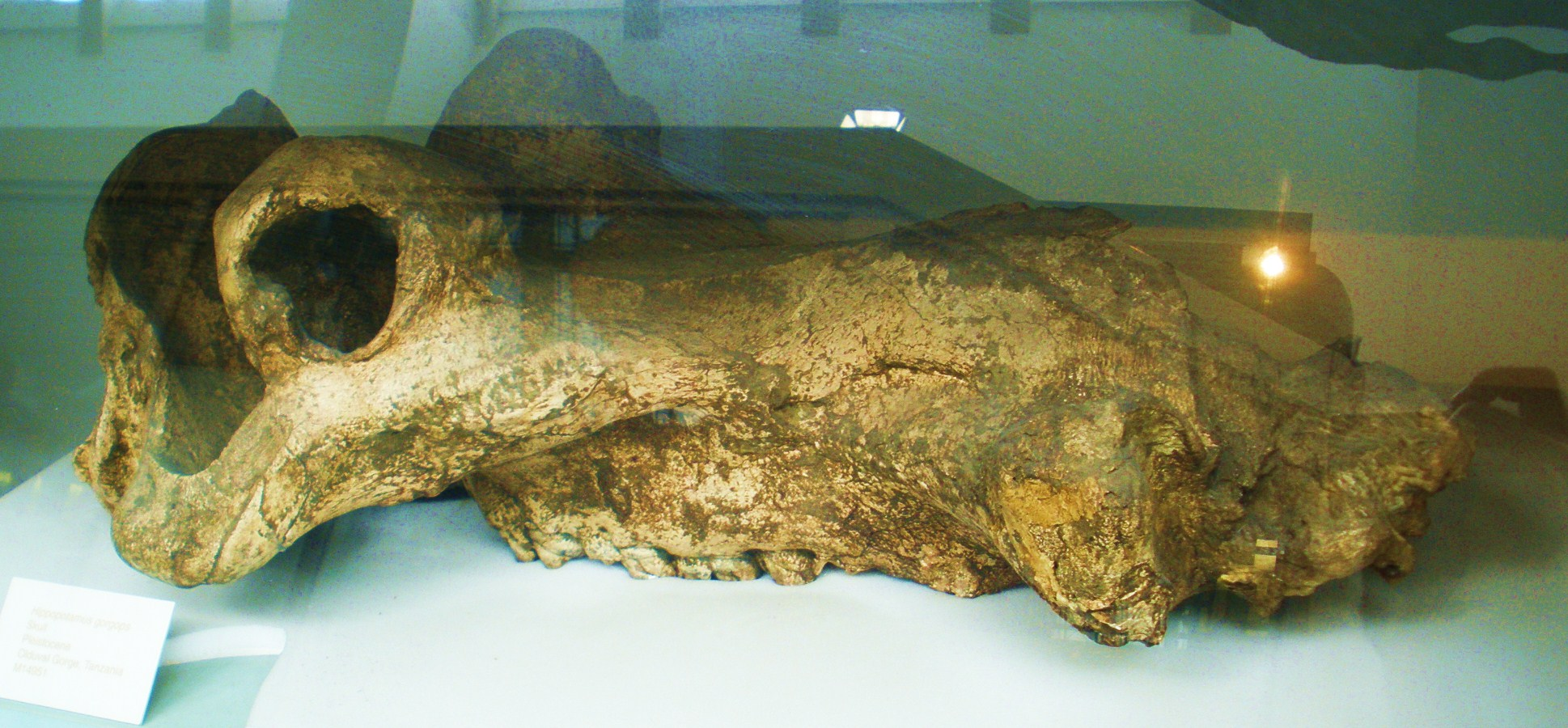
顱骨

懼河馬體長達 4.3（14英尺），肩高 2.1（6.9英尺），體重 3,900（8,600英磅）；整體體型遠大於現存的河馬。另一個與現存河馬最大不同的特徵在於牠們眼睛的位置，現存河馬的眼睛位於頭顱骨高處，而懼河馬的眼框則更為突出，形成類似眼柄的構造，讓牠們沉在水中時也能輕易地觀察周遭環境。懼河馬由德國科學家 Wilhelm Otto Dietrich 於 1928 年進行發表與命名。